# Бял-Ізвор (Кирджалійська область)
Бял-І́звор (болг. Бял извор) — село в Кирджалійській області Болгарії. Входить до складу общини Ардино.

## Населення
За даними перепису населення 2011 року у селі проживали 1646 осіб.
Національний склад населення села:
| Національність   | Кількість осіб | Відсоток |
| ---------------- | -------------- | -------- |
| турки            | 1043           | 89,8%    |
| болгари          | 104            | 9,0%     |
| цигани           | 0              | 0%       |
| Всього відповіли | 1161           |          |

Розподіл населення за віком у 2011 році:
Динаміка населення: